# Saturn Award de la meilleure bande-annonce
Le Saturn Award de la meilleure bande-annonce (Saturn Award for Best Advertising) est une récompense cinématographique décernée en 1976 par l'Académie des films de science-fiction, fantastique et horreur (Academy of Science Fiction Fantasy & Horror Films).

## Palmarès
Note : L'année indiquée est celle de la cérémonie, récompensant les films sortis au cours de l'année précédente.

### Années 1970
- 1976 : Clark Ramsey pour Les Dents de la mer